# Махек, Вацлав (велогонщик)
Вацлав Махек (чеш. Václav Machek; 27 декабря 1925, д. Старый Матеров, Чехословакия (ныне Пардубицкий край, Чехия — 1 ноября 2017, Пардубице, Чехия) — чехословацкий велогонщик, выступал на треке. Обладатель серебряной медали на Летних Олимпийских играх 1956.
Высшим личным достижением Вацлава Махека стали Летние Олимпийские игры 1956 года в Мельбурне, на которых завоевал серебряную медаль. Выступая за сборную Чехословакии в финальной гонке на тандемах вместе с Ладиславом Фоучеком проиграл представителям Австралии Иану Брауну и Энтони Марчанту.
Эта награды стала единственной в копилке Вацлава Махека на международных состязаниях и единственным выступлением на Олимпийских играх.